# Franck Cerutti
Franck Cerutti (* 1959 in Nizza) ist ein französischer Koch.

## Werdegang
Cerutti lernte in der Hotelfachschule Nizza. Er arbeitete 1978 bis 1979 bei Jacques Maximim im Hotel Negresco, 1980 bei Alain Ducasse im Hotel Juana in Juan-les-Pins. 1982 bis 1984 kochte er erneut im Negresco.
1984 wurde er als Souschef bei Annie Féolde in der Enoteca Pinchiorri in Florenz (zwei Michelinsterne).  1987 wechselte er zurück zu Alain Ducasses neu eröffnetem Restaurant Le Louis XV  im Hôtel de Paris in Monte Carlo, wo er 1996 zweiter Küchenchef wurde (drei Michelinsterne).
2007 wurde er zudem Leiter aller drei Restaurants des Hôtel de Paris: Grill, Côté Jardin und La Salle Empire.

## Auszeichnungen
- 1996: Drei Michelinsterne im Guide Michelin 1997 für das Restaurant Le Louis XV – Alain Ducasse in Monte Carlo